# Staurogyne ranaiensis
Staurogyne ranaiensis är en akantusväxtart som beskrevs av Cornelis Eliza Bertus Bremekamp. Staurogyne ranaiensis ingår i släktet Staurogyne och familjen akantusväxter. Inga underarter finns listade i Catalogue of Life.